# Oratorio di San Martino (Cogorno)
L'oratorio di San Martino è un luogo di culto cattolico situato nella frazione di San Salvatore dei Fieschi, in via San Martino, nel comune di Cogorno nella città metropolitana di Genova.

## Storia e descrizione
Situato non lontano dal caratteristico borgo medievale di San Salvatore dei Fieschi, l'oratorio è sede della confraternita dei Disciplinanti della Beata Vergine Assunta, quest'ultima documentata dal XIII secolo e attiva storicamente nel soccorso dei malati.
L'edificio è a struttura semplice con una copertura a capanna, un campanile a vela e un portale sovrastato da una lunetta.
L'interno, ad aula rettangolare, conserva diverse opere scultoree del XVII e XX secolo e alcuni dipinti tra i quali Angeli in coro musicanti, Angeli attorno alla colomba dello Spirito Santo e l'affresco ritraente San Martino, Sant'Agata e Santa Lucia.